# Joseph Duffy
Joseph Patrick Duffy, (Seosamh Ó Dubhthaigh (iriska)) född 18 februari 1988 i Donegal, är en före detta irländsk MMA-utövare som 2015–2020 tävlade i organisationen Ultimate Fighting Championship.